# Przestrogi dla Polski
Przestrogi dla Polski z teraźniejszych politycznych Europy związków i z praw natury wypadające, przez pisarza Uwag nad życiem Jana Zamoyskiego – praca Stanisława Staszica, wydana po raz pierwszy anonimowo z datą 4 stycznia 1790.
Kontynuuje tu Stanisław Staszic poglądy, które zawarł już w Uwagach nad życiem Jana Zamoyskiego (1787). Podkreśla związki systemu prawa natury z życiem społecznym, zamieszcza więcej wniosków praktycznych. Na główny plan wysuwają się dwie sprawy: ustrój Rzeczypospolitej szlacheckiej oraz koncepcja narodu.
Zasady ustroju zostały oparte na oświeceniowym „prawie człowieka”, które miało gwarantować równość wolność i własność wszystkim członkom społeczeństwa. Staszic w wielu sytuacjach upatruje despotyzm grupy albo jednostki, co stanowi zagrożenie dla pokoju w Europie. Wbrew temu Staszic dostrzega jednak ratunek dla utrzymania państwowości Polski we wprowadzeniu despotyzmu – władzy silnej ręki. Podkreśla jednak, że byłoby to rozwiązanie krótkookresowe. Większą szansę dla Polski widzi, w reformie w duchu oświeceniowego republikanizmu, który potrafiłby wyzwolić wszystkie siły twórcze narodu. Podstawą do udoskonalenia ustroju w Polsce, mającej kształt monarchii konstytucyjnej, ma być nowa koncepcja narodu. Zamiast „wyłącznictwa” magnacko-szlacheckiego, typowego dla feudalizmu, postuluje system oparty na hegemonii szlachecko-mieszczańskiej.